# Роговик лісовий
Роговик лісовий (Cerastium sylvaticum) — вид рослин з родини гвоздикових (Caryophyllaceae), поширений у середній і південно-східній Європі та в Туреччині.

## Опис
Багаторічна рослина 30–60 см заввишки. Листки еліптичні або довгасті. Нижні приквітки зелені, верхні — з вузько-плівчастою верхівкою або краями. Чашолистки вузько-плівчасті, 5–6 мм завдовжки. Пелюстки й коробочки майже вдвічі довші за чашолистки.

## Поширення
Поширений у середній і південно-східній Європі та в Туреччині.
В Україні вид зростає у лісах — у західних районах (Закарпатська область, Львівська область, Золочівський район), рідко.